# Martin Heidegger
Martin Heidegger (Messkirch, 26 de septiembre de 1889-Friburgo, 26 de mayo de 1976) fue un filósofo, ensayista y poeta alemán. Muchos especialistas se refieren a él como el pensador y filósofo más importante del siglo XX. Aunque su trabajo influyó sobre todo en la fenomenología y en la filosofía europea contemporánea, ha tenido igualmente influencia más allá de esta, en campos como la arquitectura, la crítica literaria, la teología y las ciencias cognitivas.
En sus comienzos fue discípulo de Edmund Husserl, estuvo inmerso en el proyecto fenomenológico de su maestro y su interés se centró rápidamente en la pregunta por el sentido de ser. Esta pregunta guiará gran parte de su pensamiento y es con ocasión de su intento de darle una «respuesta» con la obra Ser y tiempo, publicada en 1927, cuando va a adquirir una gran notoriedad internacional, incluso más allá de los campos específicamente filosóficos.
En los años 1930 tiene lugar aquello que se ha denominado el Giro (en alemán, Die Kehre) de su filosofía, con sus obras Carta sobre el humanismo e Introducción a la metafísica. Trató así de preparar un nuevo camino para su pensamiento que se mantuviera alejado de la metafísica. Según Hans-Georg Gadamer, este término ha acabado aunando todas las proposiciones contra las que Heidegger desarrolló su filosofía.
La influencia de Heidegger en la filosofía francesa ha sido particularmente notable. Esto se deja ver sobre todo en filósofos como Jean-Paul Sartre, Jean Beaufret, Emmanuel Lévinas, Jacques Derrida, Maurice Merleau-Ponty y Michel Foucault.
Asimismo, Heidegger es uno de los filósofos cuya personalidad y obra han generado más controversia por su actitud durante el periodo 1933-1934, mientras fue rector de la Universidad de Friburgo tras la llegada de Adolf Hitler al poder entre 1933 y 1945, ya que, además de ser uno de los principales intelectuales del movimiento revolucionario conservador, fue miembro y seguidor del Partido Nazi. Existe controversia entre la concordancia de su filosofía con el nazismo.

## Biografía

### Primeros años

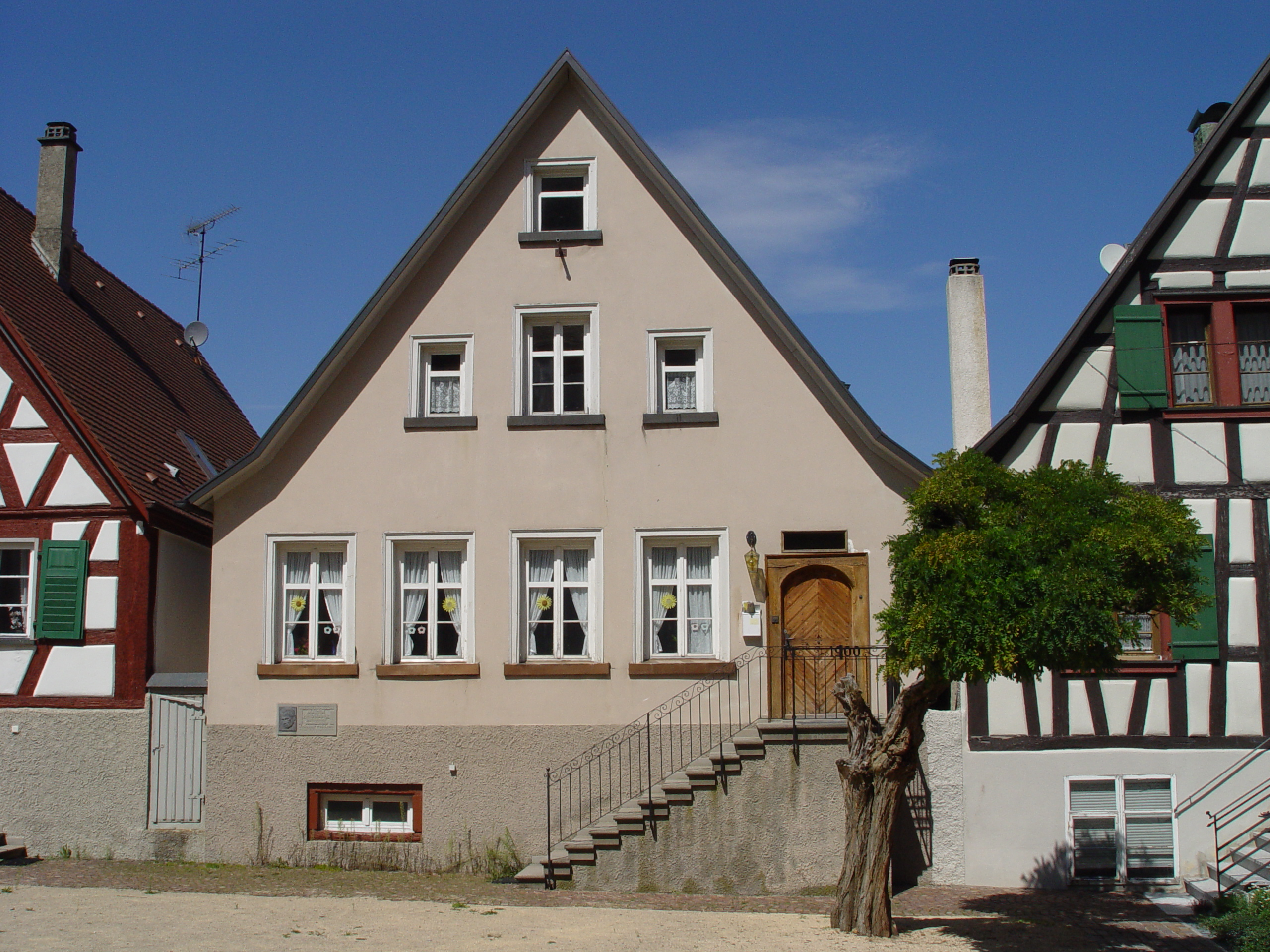
Lugar de nacimiento de Martin Heidegger.

Martin Heidegger nació en Messkirch, distrito de Baden, el 26 de septiembre de 1889. Criado en un ambiente "auténticamente católico", sus padres fueron Friedrich Heidegger, tonelero y sacristán, y Johanna Heidegger (Johanna Kemp de soltera).
Heidegger realizó sus estudios de secundaria en los pequeños seminarios de Constanza (1903-1906) y Friburgo (1906-1909). Durante el verano de 1907, el padre Conrad Gröber, director del seminario de Constanza y futuro arzobispo de Friburgo, le deja la tesis de 1862 de Franz Brentano, Sobre la múltiple significación del ente en Aristóteles. Heidegger afirmó más tarde que ese libro fue su «primera guía a través de la filosofía griega» y que le conduciría a la lectura de Aristóteles. Según él mismo, la célebre sentencia aristotélica «el ser se dice de muchas maneras» fue decisiva en su manera de pensar. En 1909 se lee las Investigaciones lógicas de Edmund Husserl y en septiembre de ese mismo año entra como novicio en la Compañía de Jesús en Tisis, cerca de Feldkirch, abandonando en octubre por razones de salud. Con limitaciones económicas, se presenta candidato al seminario de Friburgo, donde entra durante el invierno de 1909. En 1911 sufre de nuevo problemas cardíacos, lo que plantea a los responsables del seminario de sus capacidad para el sacerdocio. Finalmente, decide renunciar a este durante su convalecencia en verano, dándose cuenta de que prefiere la Filosofía a la Teología. Entre 1911 y 1912 se inscribe como profesor de Matemáticas, Física y Química para conseguir estabilidad financiera mientras prosigue sus estudios de Filosofía. Su educación religiosa, que le permitió acercarse de manera particular a la Escolástica, hace que su formación sea atípica en un momento en que los seminarios de Filosofía están marcados por el neokantismo. En 1913 escribe su tesis Doctrina del juicio en el psicologismo bajo la dirección de Artur Schneider.
En 1915 pronuncia la conferencia El concepto de verdad en la filosofía moderna. Tuvo una breve tentativa de regresar al sacerdocio, aunque decidió abandonar definitivamente la religión al afirmar que es incompatible con la filosofía.

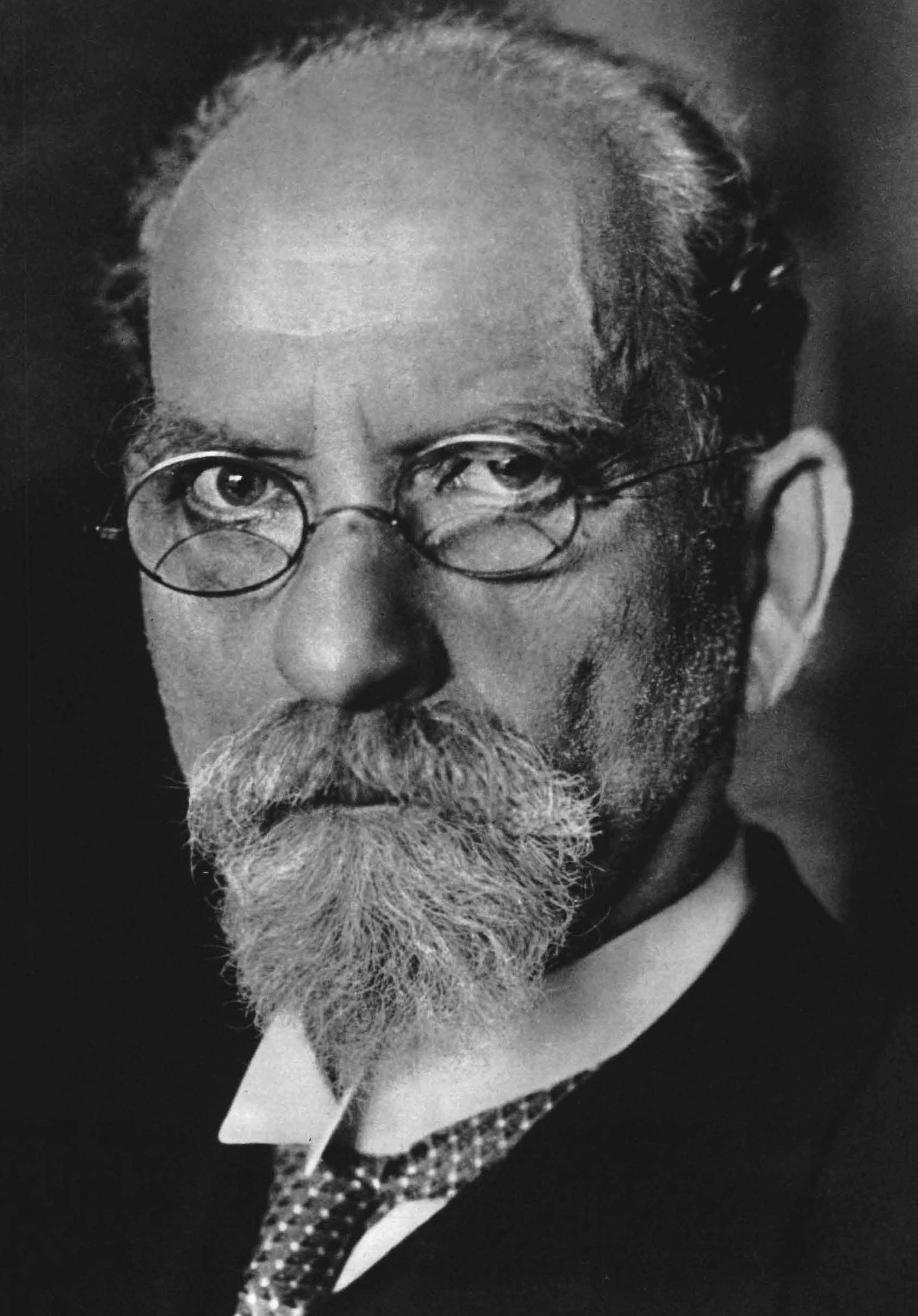
Edmund Husserl, maestro de Heidegger.

El 31 de julio de 1915 adquiere la capacitación para enseñar, después de haber presentado su tesis de habilitación dirigida por el profesor neokantiano Heinrich Rickert. Dicha tesis llevó por título Tratado de las categorías y de la significación en Juan Duns Escoto. Su lección inaugural lleva por título El concepto de tiempo en la ciencia histórica. En otoño de 1916 Heidegger se convierte en asistente personal de Edmund Husserl y ambos profundizan en la investigación fenomenológica. Sin embargo, entre 1923 y 1927 se aleja de los nuevos trabajos de su maestro, que considera obsoletos tras su giro hacia el cartesianismo; no obstante sigue admirando las Investigaciones lógicas.
Reclutado en 1917, es destinado al servicio meteorológico del ejército en Verdún. A partir de 1919 reanudó sus estudios en Friburgo. Adquirió reputación durante estos años mientras realizaba una crítica a la tradición filosófica en un trabajo para el profesor Paul Natorp. Es especialmente severo con lo que él denomina metafísica de la presencia, atribuida a Aristóteles en su Física. Este periodo en Friburgo es considerado clave para entender la filosofía del siglo XX, pues aquí se reunieron como alumnos de Heidegger figuras tan importantes como Hannah Arendt, Hans-Georg Gadamer, Max Horkheimer, Hans Jonas, Karl Löwith o Gerhard Krüger.
El 21 de marzo de 1917 contrajo matrimonio con la protestante Elfriede Petri (a pesar de que ese mismo año regresó al catolicismo). Pronunciaron los votos primero bajo el rito católico y cinco días después bajo el rito evangélico. Tuvieron dos hijos, Jörg en enero de 1919 y Hermann en agosto de 1920.

### Marburgo y Friburgo (1923-1933)
En 1923 es nombrado profesor en la Universidad de Marburgo, entonces principal centro europeo del neokantismo. Allí colaboró con el teólogo protestante Rudolf Bultmann y tuvo como colegas a personas como Nicolai Hartmann, Paul Natorp o Hermann Cohen, entre otros.
Esta estancia en Marburgo y el contacto con sus nuevos compañeros fueron particularmente positivos para el joven profesor Heidegger. Allí comenzó a desarrollar su nueva problemática acerca de la pregunta por el sentido de ser a partir de sus lecturas de Aristóteles. Por otra parte, su trabajo sobre la fenomenología de la vida religiosa desde una perspectiva católica a partir del estudio de San Agustín, San Pablo o Martín Lutero lo orientará hacia una concepción del ser humano en la que primará la existencia sobre la esencia.
Entre 1925 y 1930 mantiene una relación secreta con Hannah Arendt, una de sus estudiantes y futura filósofa de gran reconocimiento.
1926 fue el año en el que Heidegger le muestra a Edmund Husserl su manuscrito de Ser y tiempo, su gran trabajo y que sería publicado al año siguiente.
En 1929 Heidegger mantuvo el llamado debate de Davos con el filósofo neokantiano Ernst Cassirer. Dicha controversia acabó resultando célebre entre los círculos filosóficos.
En el año 1931 le es ofrecido a Heidegger un puesto en la Universidad de Berlín, que rechazó tras una discusión. A pesar de que tuvo numerosas ofertas de otras universidades para dar clases a lo largo de su vida, Heidegger llevó a cabo toda su vida docente en la Universidad de Friburgo. En esta se contaron entre sus estudiantes más célebres filósofos como Hannah Arendt, Emmanuel Levinas, Günther Anders, Karl Löwith, Charles Malik, Herbert Marcuse, Ernst Nolte o Hans Jonas.

### Durante el régimen nazi (1933-1945)
Los años transcurridos entre 1933 y 1945 fueron para Heidegger también los más prolíficos, tanto en lo que se refiere a obra publicada como a aquellos textos que no fueron publicados. Además, es durante este período donde se sitúa el Giro (Kehre) en su filosofía.
La simpatía de Heidegger con el nazismo se empezó a producir a partir de 1930. En las elecciones de 1932 votó por el Partido Nacionalsocialista Obrero Alemán y se afilió al mismo al año siguiente. El 21 de abril de 1933 fue elegido rector de la Universidad de Friburgo, tres meses después de la llegada de Adolf Hitler a la cancillería del Reich. En una entrevista a Der Spiegel tomada en 1966, Heidegger afirmó que su toma de posesión del rectorado se produjo tras la salida del antiguo rector Wilhelm von Möllendorf, un socialdemócrata obligado a dimitir y que le pidió, junto a otros colegas universitarios, que se presentara al cargo para evitar el nombramiento de algún funcionario nazi.
Para los historiadores Hugo Ott, Bernd Martin, y Guillaume Payen, así como para otros, Heidegger trabajó en la reforma que pretendía implementar el Führerprinzip en la universidad alemana. Formaría así junto con otros como Alfred Bäumler o Ernst Krieck la vanguardia de esta reforma. Karl Löwitz sostiene por su parte que Heidegger nunca trató de ocultar su fe en Hitler. A pesar de ello, el filósofo de Messkirch afirmó en la entrevista a Der Spiegel que prohibió los carteles antisemitas que intentaban colocar algunos estudiantes nazis, así como las manifestaciones contra un profesor judío de la universidad. De todas formas, según el testimonio de Ernesto Grassi, la quema de libros judíos y marxistas tuvo lugar en la universidad de Friburgo durante el rectorado de Heidegger, cuando «el fuego crepitó frente a la biblioteca de la universidad». El historiador Raul Hilberg detectó que en 1933 y siguiendo instrucciones del Ministerio prusiano de Educación, Heidegger puso fin a los subsidios a estudiantes becados «no arios» en su universidad. Asimismo, extendió el alcance de la ley para la destitución de funcionarios judíos.
Heidegger presentó su dimisión como rector el 21 de abril de 1934, un año después de haber accedido al cargo. Según Ott, esto habría sido tras el desprecio por parte del Ministerio de Educación. En uno de sus Cuadernos negros, Heidegger explica: «Dejo mi cargo a disposición porque ya no es posible ninguna responsabilidad. ¡Vivan la mediocridad y el ruido!». Tras esta fecha, deja de ser miembro activo de la administración nacionalsocialista y abandona el partido nazi.
Los relatos de los estudiantes durante esta época son contradictorios. Algunos ven en Heidegger a un admirador del nazismo que continúa su propia «revolución espiritual». Mientras tanto, otros lo ven en sus cursos como una de las pocas escapatorias al pensamiento totalitario nazi. Continuó con la enseñanza hasta 1944, cuando fue requerido como «profesor no indispensable» para los trabajos de excavación a lo largo del río Rin. Durante este período se ocupó de estudiar la filosofía de Nietzsche.

### La postguerra (1945-1976)

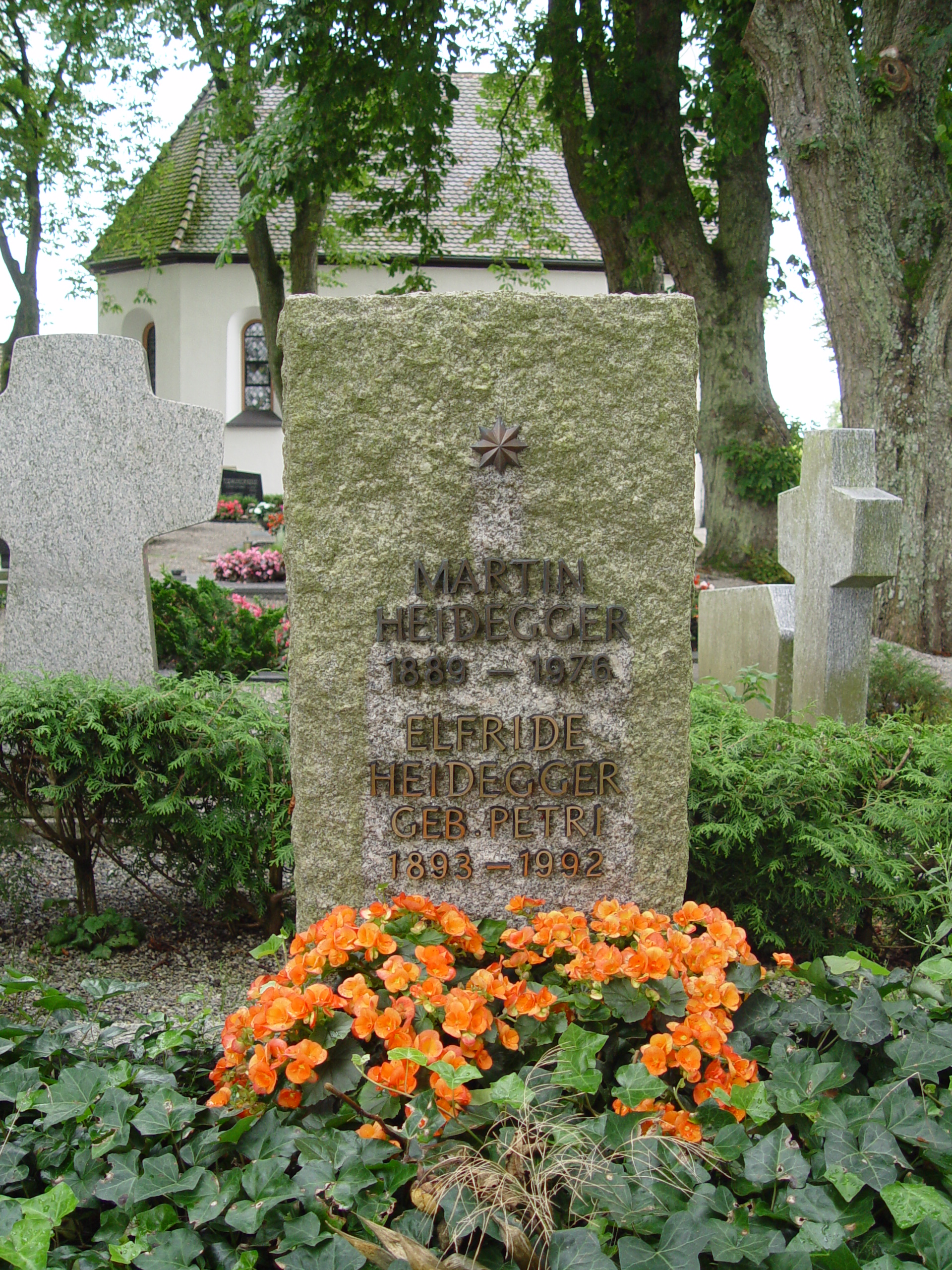
La tumba de Heidegger en Messkirch.

En 1945, tras el final de la Segunda Guerra Mundial, las autoridades aliadas retiraron a Heidegger de la enseñanza. Esto no le impidió, en cualquier caso, ejercer una gran influencia filosófica, especialmente a través del libro de Jean-Paul Sartre El ser y la nada, de inspiración heideggeriana. Sin embargo, el pensador alemán tomó distancias respecto del existencialismo a partir de su Carta sobre el humanismo.
A partir de 1945 entabló un diálogo con Jean Beaufret que continuará hasta la muerte del pensador. La célebre Carta sobre el humanismo de Heidegger fue una respuesta a este filósofo francés. Además, a pesar de su prohibición de enseñanza, en esta época dio cuatro conferencias en el marco del Club de Bremen en 1949.
El veto a la enseñanza le fue retirado a Heidegger en 1951 y reanudó sus cursos con un seminario sobre Aristóteles. Además, en ese mismo año pronunció su célebre conferencia Construir, habitar, pensar.

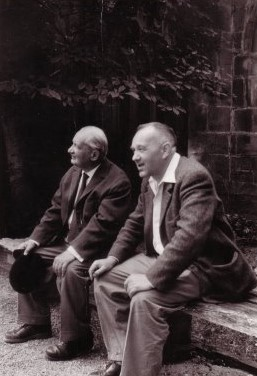
Martin Heidegger y Jean Beaufret.

En 1955 fue invitado a Francia por Maurice de Gandillac y por Jean Beaufret, con el fin de presentar una ponencia en Cerisy. Allí se quedó en casa de Jacques Lacan. Fue a partir de entonces invitado con regularidad a Provenza por el poeta René Char para mantener allí seminarios, que fueron más tarde recogidos y transcritos. En 1958 Heidegger se retiró del trabajo universitario, aunque continuó participando en seminarios y coloquios hasta 1973.
Martin Heidegger falleció el 26 de mayo de 1976 en Messkirch, donde está enterrado. Ese mismo año fue publicado el primer volumen de sus Obras completas.

## Orígenes de su pensamiento

### Precursores
El pensamiento de Heidegger es fruto de diversas fuentes: «Se trata de un pensamiento elaborado en gran parte en diálogo con los antiguos griegos, el pensamiento cristiano, el existencialismo de Kierkegaard y la fenomenología husserliana, pero también con sus predecesores inmediatos: Dilthey, Brentano, Bergson; las escuelas neo-kantianas de Baden y de Marburgo así como bebe de algunos de sus contemporáneos como Jaspers o Scheler y de los avances de la lógica matemática (Russell y Frege)».

### Las controversias de Marburgo y el rechazo a las filosofías dominantes
Para las personas interesadas en los trabajos y conferencias del joven Heidegger, la principal dificultad radica en su contextualización, es decir, en cómo entenderlo desde las discusiones intelectuales de su tiempo sin leer estos trabajos a la luz de obras posteriores.
Heidegger rechazó la filosofía dominante de su tiempo, el neokantismo, aparecido a mediados del siglo XIX y al que reprocha su enorme abstracción. La controversia más célebre en este sentido fue la mantenida con Ernst Cassirer y que recibió el nombre de Debate de Davos. Junto al kantismo, Heidegger también rechazó el cartesianismo y todas las filosofías basadas en las ciencias positivas o subyugadas por sus métodos: la antropología filosófica, el psicoanálisis y las filosofías de la vida. Además, rechazó de Husserl la ambición científica de su fenomenología, optando por una fenomenología más orientada hacia la hermenéutica y la experiencia concreta de la vida humana, que él denomina facticidad.
Por otra parte, Heidegger fue crítico con los principios de la antropología moderna, especialmente con las nociones de sujeto, de vida y de persona. A lo largo de su obra posterior, el filósofo alemán mantuvo su crítica hacia el cogito cartesiano, que según él habría olvidado el sentido de ser del «yo soy».

### Ernst Cassirer y la defensa del racionalismo

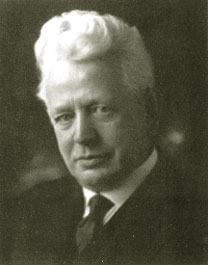
Ernst Cassirer

### Emmanuel Lévinas y la reivindicación ética

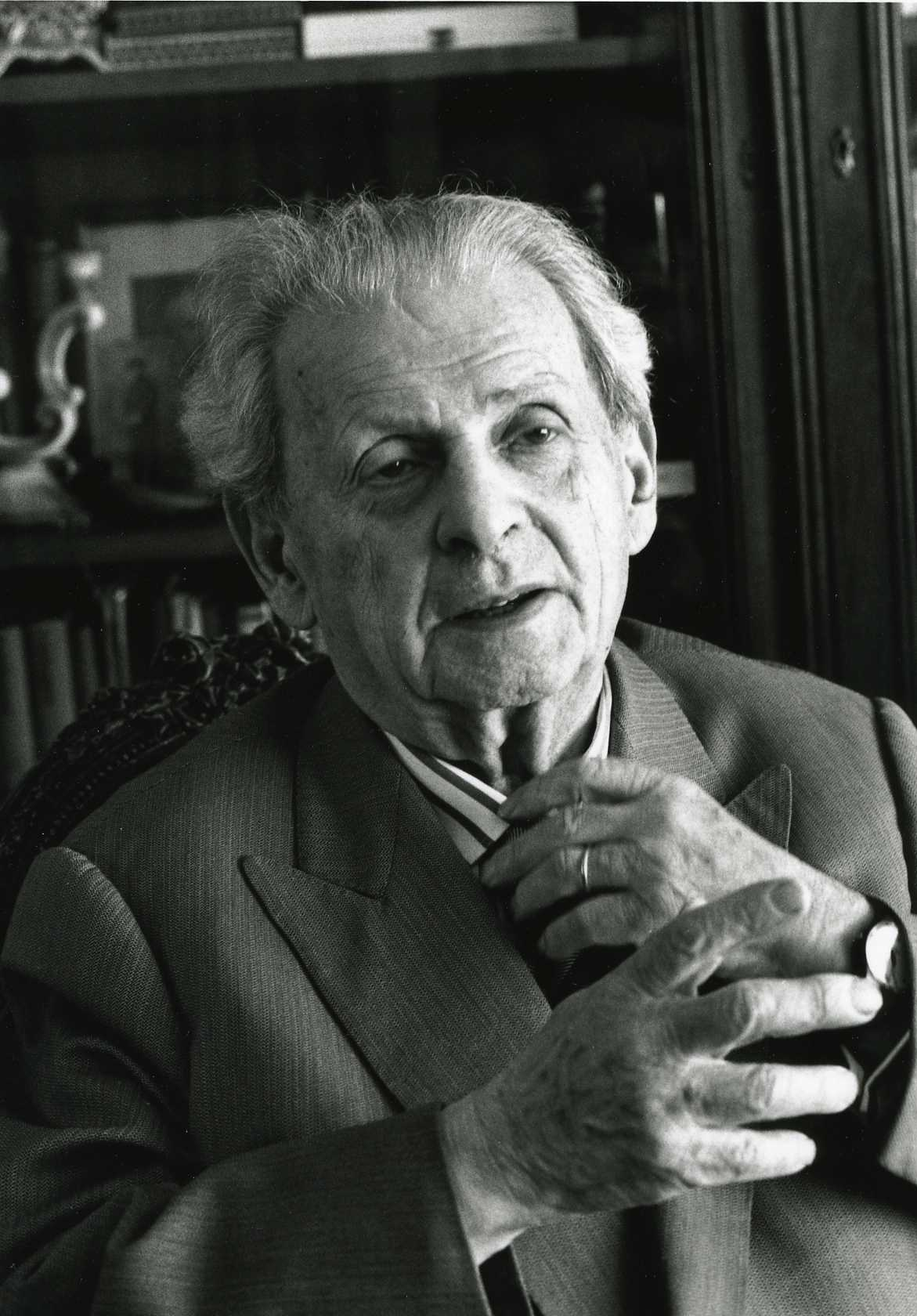
Emmanuel Lévinas.

### Hans-Georg Gadamer

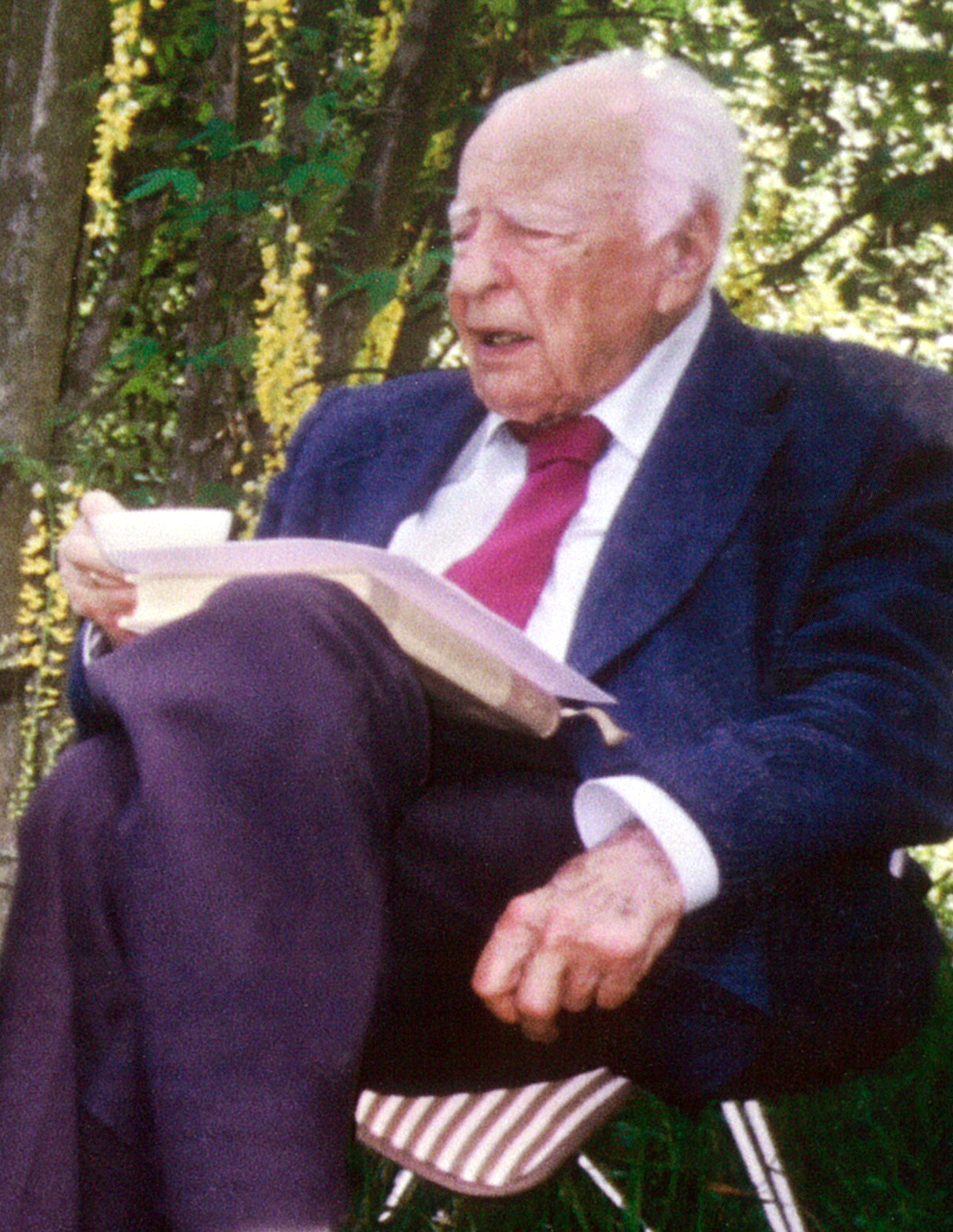
Gadamer fue uno de los máximos exponentes de la filosofía hermenéutica.

### Influencia de Heidegger en España y Latinoamérica

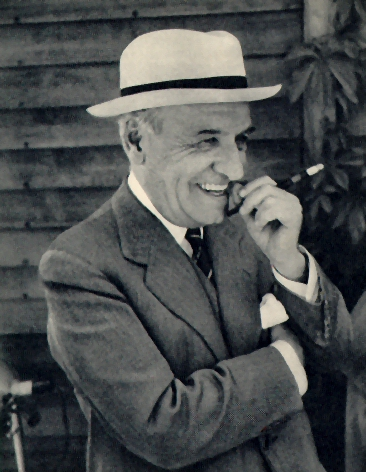
Ortega y Gasset.

### Influencia de Heidegger en Francia

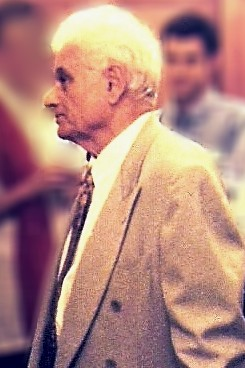
Heidegger fue especialmente influyente en la filosofía posmoderna y, dentro de ella, en Jacques Derrida.

### Influencia de Heidegger en Japón

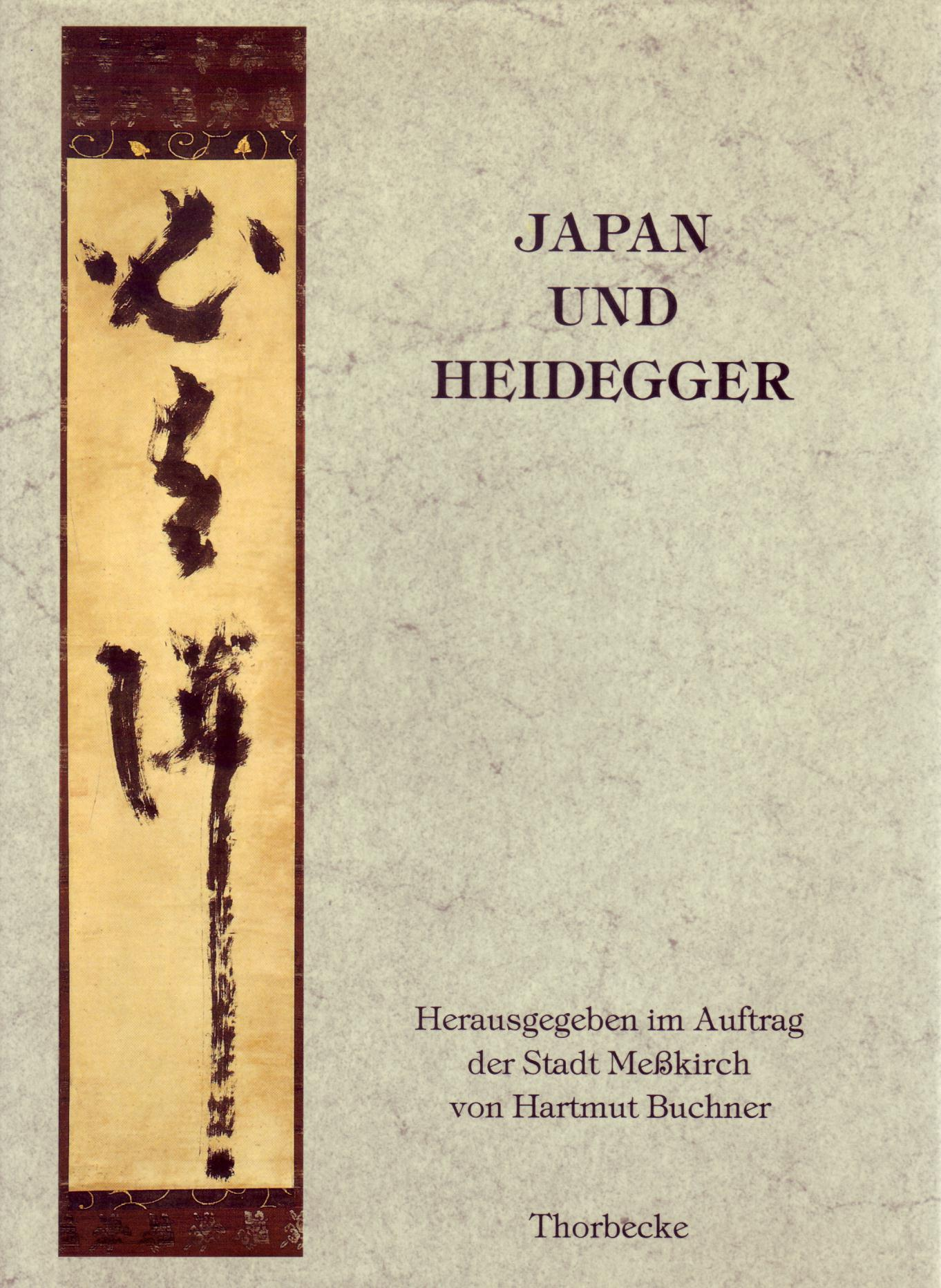
Heidegger fue una gran influencia en la filosofía japonesa. Filósofos japoneses como Hajime Tanabe y Keiji Nishitani estudiaron con él durante varios años. La obra conmemorativa de la ciudad de Messkirch Japón y Heidegger recoge importantes documentos sobre esta relación.

## Heidegger y el nazismo

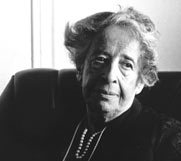
La filósofa alemana Hannah Arendt.

### Los primeros trabajos

#### El problema de la historia
Al comienzo del siglo XX, los debates más vivos enfrentaban las tesis del neo-kantismo (Heinrich Rickert), la sociología (Georg Simmel), los filósofos vitalistas (Wilhelm Dilthey, Karl Jaspers) e historiadores (Oswald Spengler) acerca de la objetividad de las ciencias históricas. Heidegger vuelve la espalda a estas cuestiones, encontrando superficiales estas disputas, pues las ideas de la sucesión de generaciones, la compatibilidad o no entre las culturas, los ciclos históricos o el sentido de progreso carecían para él de una justificación de base. Así, para Heidegger estas ideas se basaban en el prejuicio que suponía que hay una realidad originaria dada, que se da como una base coherente de hechos históricos. Incluso si esta realidad fuera suficientemente estable y determinada como para constituir el objeto de una ciencia, él estimó que la cuestión filosófica principal relativa a todas ellas seguía en suspenso.

#### El problema de la teología
Françoise Dastur recordó cierta frase de Heidegger: 

La filosofía ella misma en tanto que tal es atea cuando se entiende de forma radical, pues ella misma tiene por objeto de su cuestión la vida en su facticidad, en tanto que ella se comprende a sí misma a partir de sus propias posibilidades de hacer.
Heidegger

Esta afirmación intenta explicar el hecho de que el pensamiento filosófico en sí mismo es ya de por sí un esfuerzo intelectual humano contrario a conceder autoridad total a lo divino como propósito superior que supedita al individuo a éste; ya que su esfuerzo es conocer el sentido último de la vida del hombre; su facticidad en tanto que es, por evidencia, la realidad del ser humano y su existencia en los hechos per se, con independencia de la razón que suponga defender una doctrina filosófica en particular.
Heidegger reintrodujo la problemática teológica en la filosofía como una forma de crítica a un aspecto particular de la Metafísica, que él denominó onto-teología. Esta manera de pensar trata la relación entre el Ser y Dios (como primer principio). Para él, la teología dogmática descansa sobre un fundamento y un sistema filosófico que no se derivan directamente de los problemas de la creencia.
Para el filósofo Hans-Georg Gadamer, «al comienzo de los años 20 estaba claro que la crítica de Heidegger a la Teología oficial de la Iglesia católica y romana le llevó a preguntarse cómo una interpretación adecuada de la fe cristiana era posible. En otros términos, cómo era posible defenderse de la deformación del mensaje cristiano en la filosofía griega, que se encontraba en la base de la neo-escolástica del siglo XX y de la Escolástica clásica medieval. El cristianismo primitivo», prosigue Gadamer, «hará que se le muestre la metafísica como una suerte de ignorancia de la temporalidad y la historicidad originarias que se manifiestan a través de la fe cristiana»; lo anterior, ya que para el cristianismo la vida natural es sólo una parte de un entramado que va mucho más allá, y cuyo resultado final es el cumplimiento del propósito divino y en ello, una vida eterna totalmente trascendente; evidentemente más allá del ámbito de la filosofía general y griega, específicamente. De ahí que para Heidegger el cristianismo primitivo sea visto como un testimonio privilegiado contra todas las visiones «tranquilizadoras» de inspiración religiosa católica y filosófica.
Jean-Claude Gens nota que «Heidegger encuentra en la religiosidad cristiana un acceso hacia lo que él denominó ciencia originaria de la vida fáctica». El reencuentro con los conceptos primitivos de la fe cristiana, según Gens, «nutrirá la analítica de Ser y tiempo».
Además, durante los años que pasó en Marburgo, Heidegger sostuvo un diálogo con la teología dialéctica protestante, especialmente con el teólogo Rudolf Bultmann. Bajo el impulso de una nueva lectura de las epístolas de Pablo de Tarso, así como de las obras de Lutero y Søren Kierkegaard, Heidegger ejerció a través de la analítica de Ser y Tiempo una influencia «decisiva» sobre la teología protestante, cuyos alcances tendrían que ser objeto de estudio aparte.

#### Nueva lectura de Aristóteles

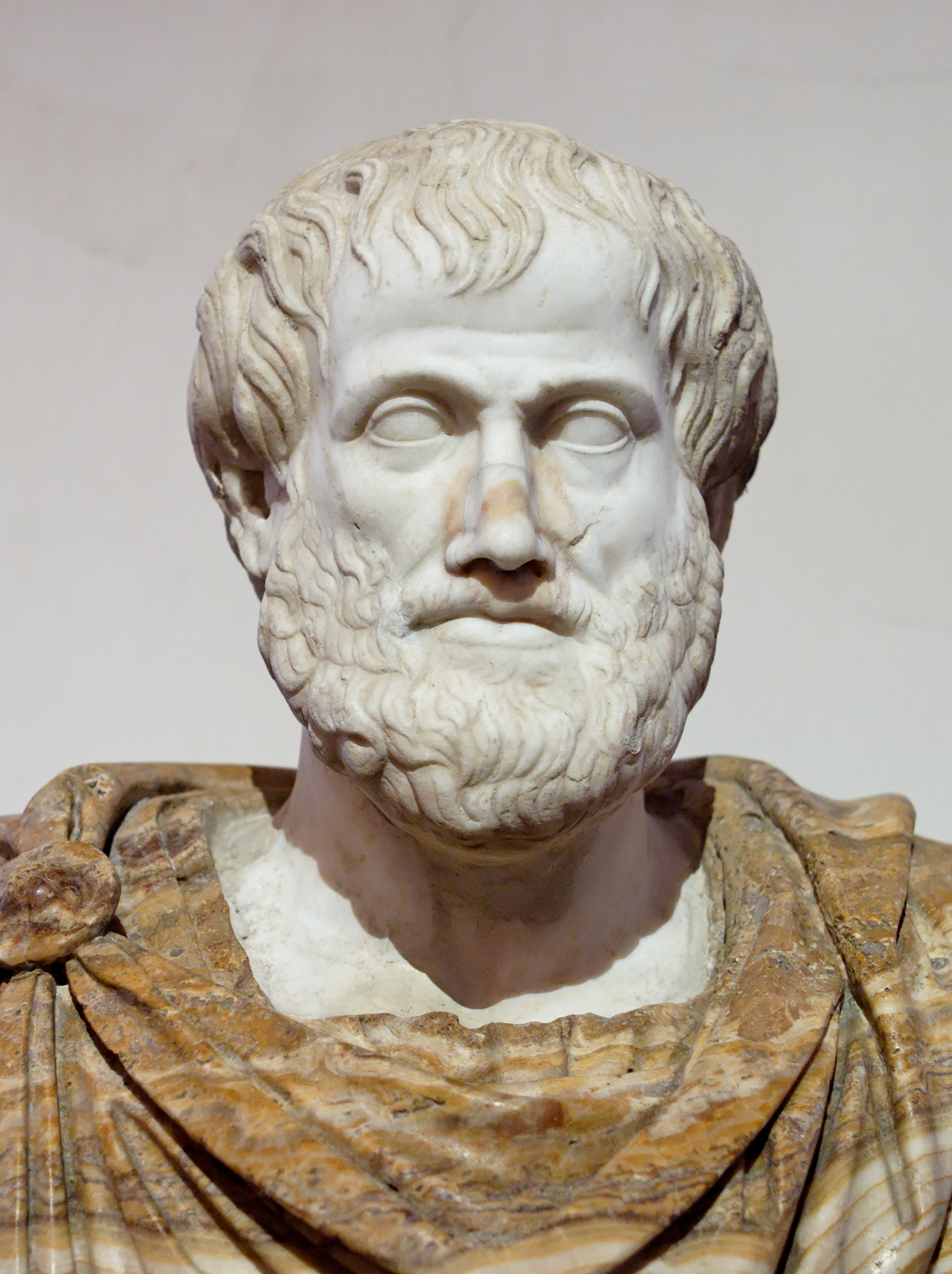
Heidegger propuso una nueva manera de interpretar a Aristóteles.

#### Fuentes religiosas

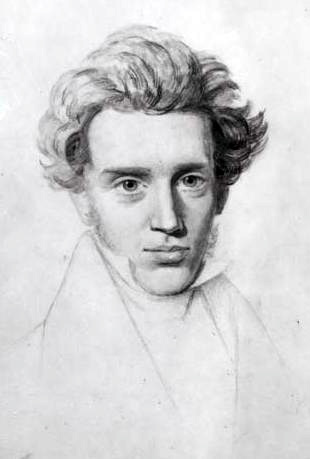
Søren Kierkegaard.

#### El punto de partida de la pregunta por el ser

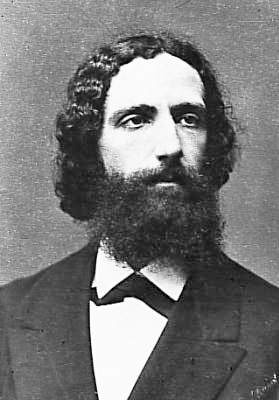
Franz Brentano

### Un humanismo extraño

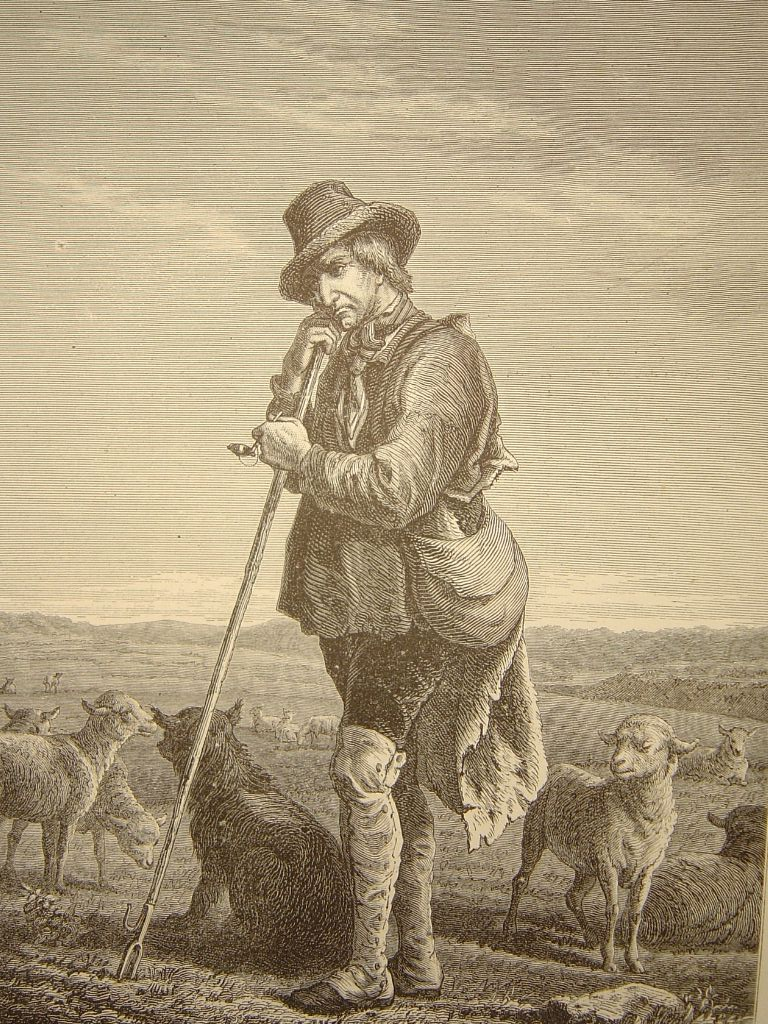
El pastor, grabado de Victor Dedoncker.